# Саут-Су-Сіті (Небраска)
Саут-Су-Сіті (англ. South Sioux City) — місто (англ. city) в США, в окрузі Дакота штату Небраска. Населення — 14 043 особи (2020).

## Географія
Саут-Су-Сіті розташований за координатами 42°27′49″ пн. ш. 96°24′53″ зх. д. / 42.46361° пн. ш. 96.41472° зх. д. (42.463703, -96.414843).  За даними Бюро перепису населення США в 2010 році місто мало площу 15,43 км², з яких 14,78 км² — суходіл та 0,65 км² — водойми. В 2017 році площа становила 16,84 км², з яких 16,03 км² — суходіл та 0,81 км² — водойми.

## Демографія

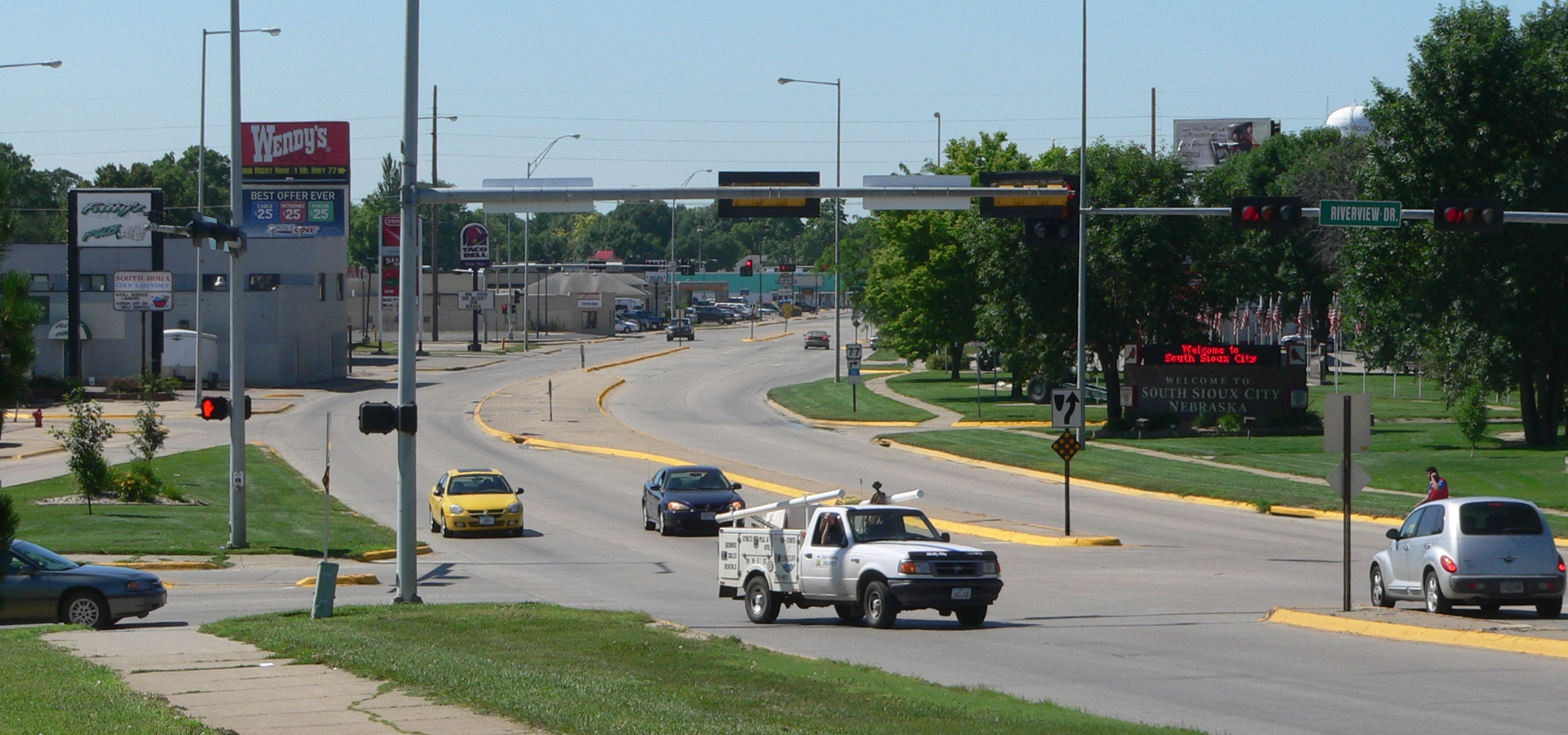
Саут-Су-Сіті

Згідно з переписом 2010 року, у місті мешкали 13 353 особи в 4512 домогосподарствах у складі 3139 родин. Густота населення становила 866 осіб/км².  Було 4739 помешкань (307/км²).
Расовий склад населення:
| - 62,7 % — білих - 4,7 % — чорних або афроамериканців - 3,0 % — корінних американців - 2,9 % — азіатів - 0,2 % — вихідців з тихоокеанських островів - 23,8 % — осіб інших рас |

До двох чи більше рас належало 2,8 %. Частка іспаномовних становила 45,3 % від усіх жителів.
За віковим діапазоном населення розподілялося таким чином: 31,4 % — особи молодші 18 років, 58,2 % — особи у віці 18—64 років, 10,4 % — особи у віці 65 років та старші. Медіана віку мешканця становила 30,5 року. На 100 осіб жіночої статі у місті припадало 98,4 чоловіків;  на 100 жінок у віці від 18 років та старших — 95,5 чоловіків також старших 18 років.
Середній дохід на одне домашнє господарство  становив 49 891 долар США (медіана — 44 784), а середній дохід на одну сім'ю — 53 218 доларів (медіана — 49 115). Медіана доходів становила 34 149 доларів для чоловіків та 26 004 долари для жінок. За межею бідності перебувало 21,7 % осіб, у тому числі 25,3 % дітей у віці до 18 років та 13,7 % осіб у віці 65 років та старших.
Цивільне працевлаштоване населення становило 6026 осіб. Основні галузі зайнятості: виробництво — 30,7 %, мистецтво, розваги та відпочинок — 13,7 %, освіта, охорона здоров'я та соціальна допомога — 12,4 %.